# Xã Roseville, Quận Logan, Arkansas
Xã Roseville (tiếng Anh: Roseville Township) là một xã thuộc quận Logan, tiểu bang Arkansas, Hoa Kỳ. Năm 2010, dân số của xã này là 246 người.